# Giải vô địch bóng đá nữ Đông Á
Giải vô địch bóng đá nữ Đông Á là giải đấu bóng đá quốc tế dành cho các đội tuyển bóng đá nữ thành viên của Liên đoàn bóng đá Đông Á (EAFF) từ 2005. Giải được tổ chức song song với giải của nam.

## Giải đấu
| Năm  | Chủ nhà    | Vô địch             | Á quân              | Hạng ba      | Hạng tư             |
| ---- | ---------- | ------------------- | ------------------- | ------------ | ------------------- |
| 2005 | Hàn Quốc   | · Hàn Quốc          | · CHDCND Triều Tiên | · Nhật Bản   | · Trung Quốc        |
| 2008 | Trung Quốc | · Nhật Bản          | · CHDCND Triều Tiên | · Trung Quốc | · Hàn Quốc          |
| 2010 | Nhật Bản   | · Nhật Bản          | · Trung Quốc        | · Hàn Quốc   | · Đài Bắc Trung Hoa |
| 2013 | Hàn Quốc   | · CHDCND Triều Tiên | · Nhật Bản          | · Hàn Quốc   | · Trung Quốc        |
| 2015 | Trung Quốc | · CHDCND Triều Tiên | · Hàn Quốc          | · Nhật Bản   | · Trung Quốc        |
| 2017 | Nhật Bản   | · CHDCND Triều Tiên | · Nhật Bản          | · Trung Quốc | · Hàn Quốc          |
| 2019 | Hàn Quốc   | · Nhật Bản          | · Hàn Quốc          | · Trung Quốc | · Đài Bắc Trung Hoa |
| 2022 | Nhật Bản   | · Nhật Bản          | · Trung Quốc        | · Hàn Quốc   | · Đài Bắc Trung Hoa |
| 2025 | Hàn Quốc   |                     |                     |              |                     |
| 2028 | Trung Quốc |                     |                     |              |                     |
| 2030 | Nhật Bản   |                     |                     |              |                     |

### Thành tích các đội
| Đội               | Vô địch                    | Á quân         | Hạng ba              | Hạng tư              | Số lần vào top 4 |
| ----------------- | -------------------------- | -------------- | -------------------- | -------------------- | ---------------- |
| CHDCND Triều Tiên | 3 (2013, 2015, 2017)       | 2 (2005, 2008) | –                    | –                    | 5                |
| Nhật Bản          | 4 (2008, 2010, 2019, 2022) | 2 (2013, 2017) | 2 (2005, 2015)       | –                    | 8                |
| Hàn Quốc          | 1 (2005)                   | 2 (2015, 2019) | 3 (2010, 2013, 2022) | 2 (2008, 2017)       | 8                |
| Trung Quốc        | –                          | 2 (2010, 2022) | 3 (2008, 2017, 2019) | 3 (2005, 2013, 2015) | 8                |
| Đài Bắc Trung Hoa | –                          | –              | –                    | 3 (2010, 2019, 2022) | 3                |

## Các quốc gia tham dự
Numbers refer to the final placing of each team at the respective Games.
| Quốc gia          | 2005 | 2008 | 2010 | 2013 | 2015 | 2017 | 2019 | 2022 | 2025 | Năm |
| ----------------- | ---- | ---- | ---- | ---- | ---- | ---- | ---- | ---- | ---- | --- |
| Trung Quốc        | 4    | 3    | 2    | 4    | 4    | 3    | 3    | 2    | Q    | 9   |
| Nhật Bản          | 3    | 1    | 1    | 2    | 3    | 2    | 1    | 1    | Q    | 9   |
| Hàn Quốc          | 1    | 4    | 3    | 3    | 2    | 4    | 2    | 3    | Q    | 9   |
| CHDCND Triều Tiên | 2    | 2    |      | 1    | 1    | 1    |      |      |      | 5   |
| Đài Bắc Trung Hoa |      |      | 4    |      |      |      | 4    | 4    | Q    | 4   |
| Tổng cộng         | 4    | 4    | 4    | 4    | 4    | 4    | 4    | 4    | 4    |     |

## Danh hiệu

### Cầu thủ nữ xuất sắc nhất
| Năm  | Cầu thủ      |
| ---- | ------------ |
| 2005 | Ho Sun-Hui   |
| 2008 | Sawa Homare  |
| 2010 | Sawa Homare  |
| 2013 | Kim Un-Ju    |
| 2015 | Wi Jong-Sim  |
| 2017 | Kim Yun-mi   |
| 2019 | Moeka Minami |

### Vua phá lưới
| Năm  | Cầu thủ                                        | Số bàn thắng |
| ---- | ---------------------------------------------- | ------------ |
| 2005 | Không trao giải                                |              |
| 2008 | Ōno Shinobu                                    | 3            |
| 2010 | Hàn Đoan Iwabuchi Mana Lee Jang-Mi Yoo Young-A | 2            |
| 2013 | Ho Un-Byol                                     | 2            |
| 2015 | Ra Un-Sim                                      | 3            |